# Himantopterus venatus
Himantopterus venatus is een vlinder uit de familie van de Himantopteridae. De wetenschappelijke naam van de soort is voor het eerst geldig gepubliceerd in 1914 door Strand.